# 大谷町 (八王子市)
大谷町（おおやまち）は、東京都八王子市の地名。丁番を持たない単独町名であり、住居表示は未実施区域。郵便番号は192-0034（八王子郵便局管区）。

## 地理
八王子市街地北東部の郊外に当たる地域。宇津木町・暁町・富士見町・大和田町と隣接する。国道16号八王子バイパスと中央自動車道が接続しており、中央道都心方面と八王子バイパス八王子市街方面の行き来のみ可能である。

### 地価
住宅地の地価は、2014年（平成26年）1月1日の公示地価によれば、大谷町714番6外の地点で9万8500円/m2となっている。

## 歴史
大谷町はもと旧南多摩郡小宮村（のち小宮町）大字北大谷であった。この地はもともと「大谷」の地名であったが、南多摩郡内で「大谷」の地名が重複していたために1878年（明治11年）に区別のため「北」が付された。この時の重複対象とされたもう一方の「大谷」は現在の町田市南大谷である。
1941年（昭和16年）に小宮町が八王子市に合併後、1943年（昭和18年）八王子市大字北大谷が町名変更により大谷町となった。この町名変更により本来の地名に戻されたことになる。
- 1974年（昭和49年）4月1日 - 一部が富士見町に編入。

## 世帯数と人口
2017年（平成29年）12月31日現在の世帯数と人口は以下の通りである。
| 町丁   | 世帯数    | 人口    |
| ------ | --------- | ------- |
| 大谷町 | 1,666世帯 | 3,762人 |

## 小・中学校の学区
市立小・中学校に通う場合、学区は以下の通りとなる。
| 番地                                                                                        | 小学校                 | 中学校                     | 通学許可校           |
| ------------------------------------------------------------------------------------------- | ---------------------- | -------------------------- | -------------------- |
| 833番地 869〜870番地                                                                        | 八王子市立第十小学校   | 八王子市立ひよどり山中学校 |                      |
| 40〜50番地 69〜73番地 78〜91番地                                                            | 八王子市立大和田小学校 | 八王子市立第一中学校       |                      |
| 268〜270番地 272〜275番地 277番地4〜12 278〜280番地 282番地2 283番地～290番地1 291～292番地 | 八王子市立第八小学校   | 八王子市立石川中学校       | 八王子市立第一中学校 |
| その他                                                                                      | 八王子市立第八小学校   | 八王子市立第一中学校       |                      |

## 交通

### 鉄道
地内に鉄道は通過していない。最寄りの鉄道駅はJR八高線北八王子駅となる。

### 道路
- 国道
  - 高速自動車国道
    - 中央自動車道八王子インターチェンジ
      - 下り線第1出口は八王子バイパス南進方向（八王子市街方面）と直結している。北進方向（昭島方面）へは出られない。

  - 一般国道
    - 国道16号八王子バイパス
- その他
  - ひよどり山道路

## 施設
- 南大谷児童館
- 八王子住宅公園
- 富士見台霊園
- 日月神社
- 大谷弁財天
- 北大谷古墳